# Mustafa Chalil
Mustafa Chalil, arab. ‏مصطفى خليل‎ (ur. 18 listopada 1920, zm. 7 czerwca 2008) – egipski polityk, premier.

## Życiorys
Był politykiem Partii Narodowo-Demokratycznej. W okresie od 2 października 1978 do 15 maja 1980 był premierem, a od 7 lutego 1979 był również ministrem spraw zagranicznych.